# Спрінгфілд Тауншип (округ Бредфорд, Пенсільванія)
Спрінгфілд Тауншип (англ. Springfield Township) — селище (англ. township) в США, в окрузі Бредфорд штату Пенсільванія. Населення — 1144 особи (2020).

## Демографія
Згідно з переписом 2010 року, у селищі мешкали 1124 особи в 427 домогосподарствах у складі 340 родин. Було 580 помешкань
Расовий склад населення:
| - 97,2 % — білих - 0,7 % — чорних або афроамериканців - 0,3 % — корінних американців - 0,1 % — азіатів |

До двох чи більше рас належало 1,0 %. Частка іспаномовних становила 1,6 % від усіх жителів.
За віковим діапазоном населення розподілялося таким чином: 23,0 % — особи молодші 18 років, 57,9 % — особи у віці 18—64 років, 19,1 % — особи у віці 65 років та старші. Медіана віку мешканця становила 44,3 року. На 100 осіб жіночої статі у селищі припадало 100,7 чоловіків;  на 100 жінок у віці від 18 років та старших — 104,0 чоловіків також старших 18 років.
Середній дохід на одне домашнє господарство  становив 66 486 доларів США (медіана — 58 333), а середній дохід на одну сім'ю — 77 082 долари (медіана — 64 545). За межею бідності перебувало 7,8 % осіб, у тому числі 7,5 % дітей у віці до 18 років та 7,5 % осіб у віці 65 років та старших.
Цивільне працевлаштоване населення становило 377 осіб. Основні галузі зайнятості: виробництво — 23,1 %, освіта, охорона здоров'я та соціальна допомога — 22,8 %, сільське господарство, лісництво, риболовля — 12,5 %, роздрібна торгівля — 12,2 %.